# خط تحريري
الخط التحريري أو سياسة التحرير هو النهج الذي تتبعه الصحيفة أو المنبر الإعلامي لتحديد توجهاته وميولاتها السياسية أو الفكرية وانعاكساتها على الأسلوب التحريري للجريدة، وعلى طريقة تطرقها لمختلف المواضيع والمنظور الذي تقدم مضمونها من خلاله. من الطبيعي أن يكون للصحفي أو المذيع أو المحرر رأيه وتثمينه أي حدث، لكنه يجب أيضا أن يبتعد عن التخندق ضد المعايير الأخلاقية والإنسانية ومفاهيم الديمقراطية وحقوق الإنسان، خصوصا أنه يتمتع بالهامش المقبول من حرية التعبير في إطار عمله.